# 凤井鸣泉
凤井鸣泉，位于中国广东省茂名市化州市河西三里坡下，为化州市的一个市级文物保护单位，类型为古建筑，公布时间为1986年7月。
凤井鸣泉的历史年代为宋代。